# Onthophagus panfilovi
Onthophagus panfilovi là một loài bọ cánh cứng trong họ Bọ hung (Scarabaeidae).